# Bathyphysa japonica
Bathyphysa japonica är en nässeldjursart som beskrevs av Kawamura 1943. Bathyphysa japonica ingår i släktet Bathyphysa och familjen Rhizophysidae. Inga underarter finns listade i Catalogue of Life.